# Алп-Тегин
Алп-Тегин (? — 13 сентября 963) — основатель и первый эмир государства Газневидов.

## Биография
Как купленный тюркский раб, гулям, Алп-тегин был зачислен в гвардию Саманидов и постепенно поднялся до чина «хаджиба хаджибов», верховного начальника гвардии. На этом посту он в царствование малолетнего Абд аль-Малика I действовал как фактический правитель. Везир Абу Али Мухаммед аль-Бал’ами был назначен под его влиянием и не смел ничего предпринять «без его ведома и его совета».
Чтобы удалить Алп-тегина из столицы, государю пришлось в январе—феврале 961 года назначить его на высшую военную должность в государстве — наместника Хорасана. Смещённый с этого поста Мансуром ибн Нухом, вступление которого на престол он не признал, Алп-тегин ушёл в Балх, разбил в апреле—мае 962 года войско, высланное против него Саманидом, отправился в Газну и создал там, после свержения местной династии, самостоятельную державу. Год его смерти приводится по-разному. По некоторым известиям, он умер уже в 963 году. Его учёный сын Абу Исхак Ибрахим мог удержаться против восстания прежнего владетеля лишь с помощью Саманидов, вследствие чего княжество в Газне сперва осталось существовать только как вассал Саманидов.
Резко настроенный в пользу Алп-тегина и при этом в высшей степени произвольно обращающийся с фактами рассказ в Сиасет-намэ Низам аль-Мулька происходит, вероятно, из позднего газневидского источника.